# یواس‌اس شیکاگو (سی‌ای-۱۳۶)
یواس‌اس شیکاگو (سی‌ای-۱۳۶) (به انگلیسی: USS Chicago (CA-136)) یک کشتی بود که طول آن ۶۷۴ فوت ۱۱ اینچ (۲۰۵٫۷۱ متر) بود. این کشتی در سال ۱۹۴۴ ساخته شد.